# Henk van Stiphout

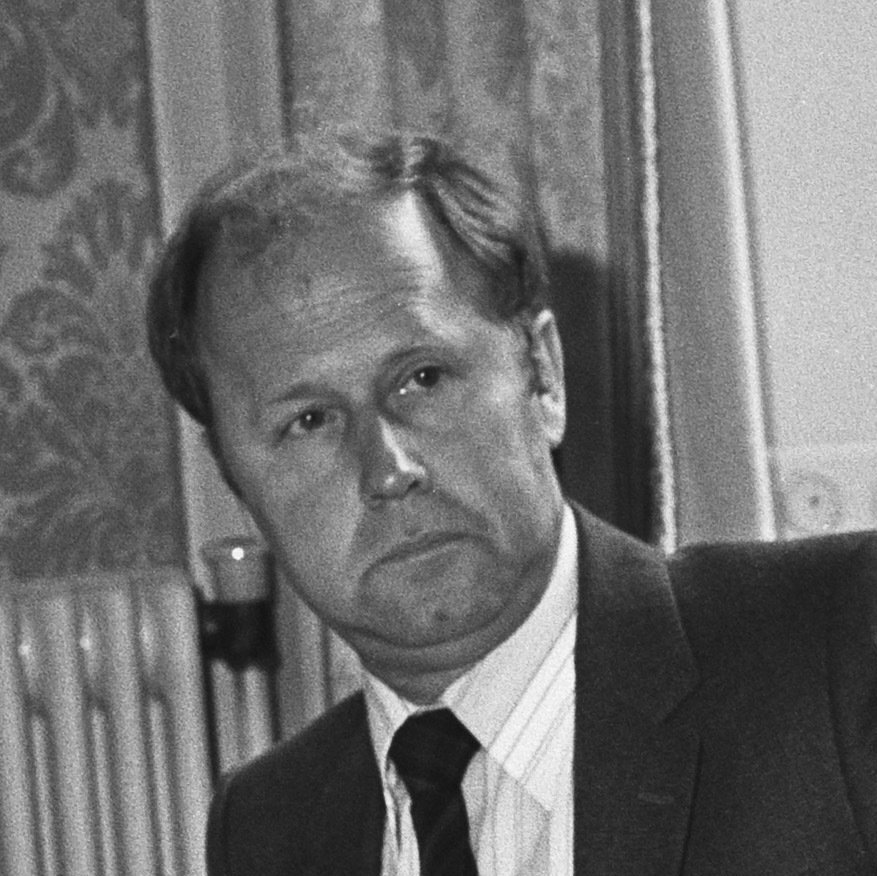
Henk van Stiphout in 1982

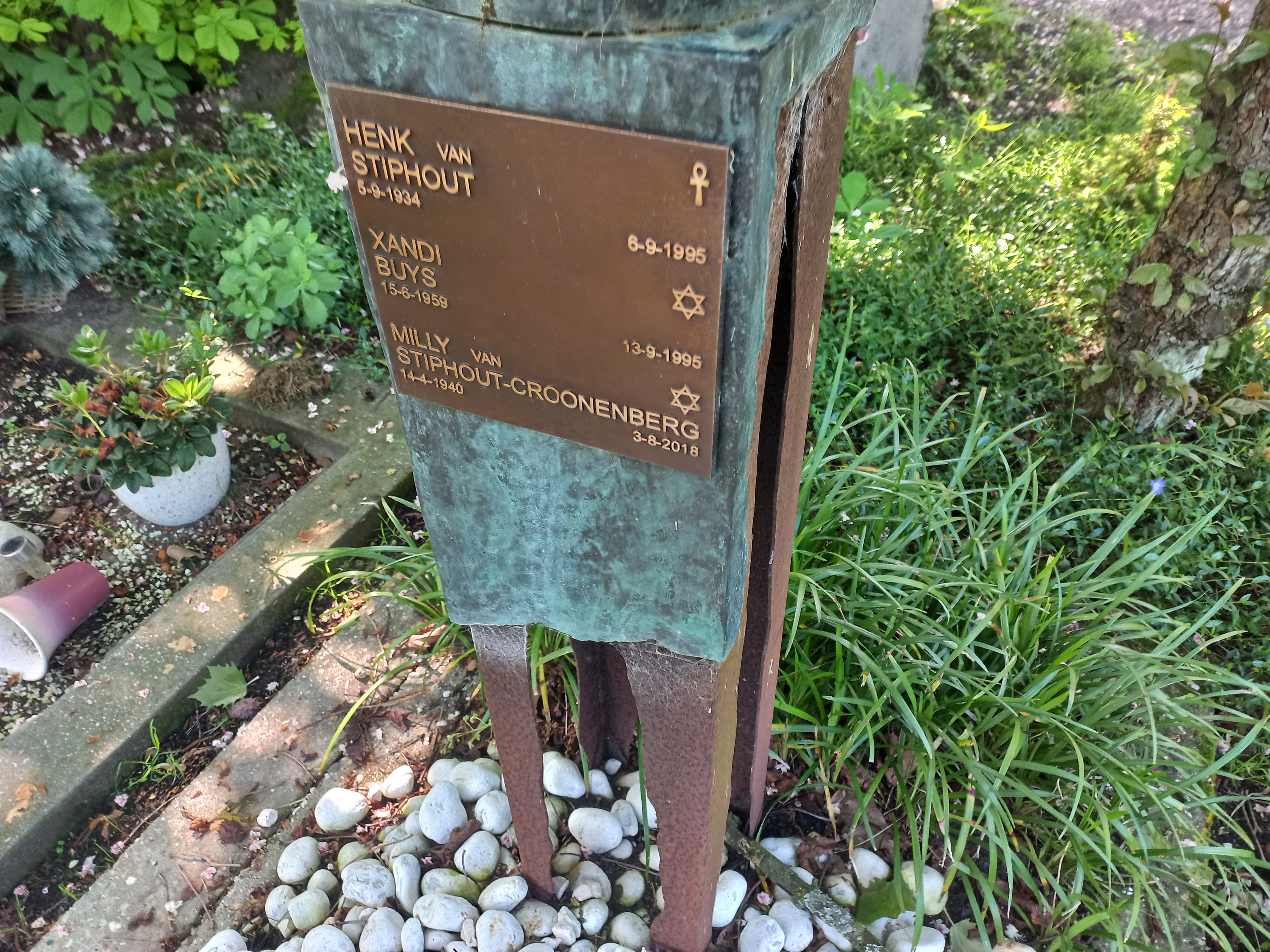
Familiegraf (mei 2023)

Hendricus Adrianus (Henk) van Stiphout (Den Bosch, 5 september 1934 - Amsterdam, 6 september 1995) was een Nederlands wetenschapper op het gebied van sociologie.
Hij was zoon van elektricien Gerardus van Stiphout en winkelbediende Anna Maria Rovers. Hij was gehuwd met Milly Croonenberg. Van Stiphout overleed aan hartfalen. Hun zoon Xandi overleed een week na Henk.
Hij studeerde aan de Universiteit van Tilburg. Daarna ging hij aan de slag op de marketing afdeling van Koninklijke Philips te  Eindhoven. Hij aanvaardde in 1968 een benoeming tot directeur van de Wiardi Beckman Stichting, het wetenschappelijk bureau van de Partij van de Arbeid. In 1974 nam hij zitting in de Wetenschappelijke Raad voor het Regeringsbeleid de WRR, dat in 1977 kwam met het rapport "Maken wij er werk van?" Over verschuiving van de vraag naar werkkrachten van industrie naar automatisering. 
Hij vond drie jaar later in Arie van der Zwan een tegenpool. In 1983 werd hij directeur van de Organisatie voor Strategisch Arbeidsmarkt Onderzoek (OSA). In 1983 kwam het proefschrift: Tussen loyaliteit en statisfactie, een verhandeling over de verenigbaarheid van de prestatiemaatschappij en de verzorgingsstaat.
Naast genoemde werkzaamheden was hij als commissaris, adviseur of curator betrokken bij diverse bedrijven waaronder Akzo Nobel, Vendex International, Ballast Nedam (baggertak), Lucas Bols/Royal Wessanen en Berenschot.
De rouwadvertentie vermeldde een gedicht van Rutger Kopland. 
De latere WBS-directeur Paul Kalma schreef in het tijdschrift Socialisme & Democratie, 11/1995 een In Memoriam onder de titel "De wijsheid van Henk van Stiphout". Henk, Milly en Xandi kregen een "familiegraf" op Zorgvlied.